# 311
311 (CCCXI) var ett normalår som började en måndag i den julianska kalendern.

## Händelser

### Maj
- 5 maj – På sin dödsbädd utfärdar Galerius sitt toleransedikt, vilket gör slut på kristendomsförföljelserna och medför religionsfrihet i hans del av Romarriket.

### Juli
- 2 juli – Efter att påvestolen har stått tom i nästan ett år väljs Miltiades till påve.[1]

### Okänt datum
- Maxentius återerövrar de afrikanska provinserna från Domitius Alexander.
- Maximinus och Licinius delar den östra delen av riket.
- Maximinus återupptar förföljelsen av kristna.
- Den donatistiska schismen uppstår inom den afrikanska kyrkan, då vissa inte anser, att de som fallit ifrån kyrkan under kristendomsförföljelserna, inte skall återupptas i den samma.
- Luoyang, den kinesiska Jindynastins huvudstad, plundras av barbarer under ledning av hunner. Kejsar Jin Huaidi tillfångatas.

## Födda
- Wulfila, ariansk, gotisk biskop

## Avlidna
- 6 februari – Dorotea, kristen jungfru och helgon (martyrdöd genom halshuggning) (eller 305)
- 5 maj – Galerius, romersk kejsare sedan 305
- 25 november – Petrus I, patriark av Alexandria (martyrdöd)
- 3 december – Diocletianus, romersk kejsare 284–305